# San Miguel Amantla
San Miguel Amantla es un pueblo originario localizado en la alcaldía Azcapotzalco. Desde el siglo XX su territorio constituye una colonia de dicha demarcación. 

## Toponimia
Amantla —originalmente Amatla— es un topónimo náhuatl que refiere al sitio de trabajo de los amanteca, es decir, artistas de arte plumario, actividad que se realizó en el pueblo desde la época mesoamericana. San Miguel se refiere al arcángel Miguel, nombre que se le habría incorporado tras la evangelización en la Nueva España. Un tercer nombre se asocia a San Miguel Amantla, el de Tlapitzcac.

## Geografía física
San Miguel Amantla se ubica a suroeste de la alcaldía Azcapotzalco. Urbanizada como una colonia de la capital mexicana, los límites de esta serían al norte la calle Campo Cantemoc, al poniente las calles Campo Tasajeras, Camino a Nextengo, avenida Morelos, del Sol, Acaltepec y Quezala, al sur Calzada de la Naranja y Camino a Santa Lucía y al oriente la avenida Tezozómoc.

## Historia
Hay indicios de ocupación humana en San Miguel Amantla desde el periodo Preclásico mesoamericano a la par de otras poblaciones como Ticomán y Zacatenco. Por entonces la población era un fuerte productor de cerámica. Para el periodo Clásico, Amantla era una población de agricultores y cazadores que aprovechaban su ubicación con la orilla norponiente del Lago de Texcoco.Vera Rivera, José Alfredo (2013-04). El uso del patrimonio arqueológico en el pueblo de San Miguel Amantla, Azcapotzalco. Consultado el 19 de enero de 2022.</ref> Las evidencias arqueológicas de esa época se localizan en tres predios, el llamado Van Beuren —hoy el parque público Ázcatl Paqui—, el Teopanixpa y La Escuadra. Se tienen registros de ocupación humana hasta el fin del Periodo posclásico, periodo en el que Amantla formaría parte del altépetl tepaneca de Azcapotzalco.
En el siglo XVIII fue concluido el actual templo católico de San Miguel Arcángel, mismo que fue edificado encima del antiguo teocalli de Amantla-Tlapitzcac. Adjunto al atrio de la iglesia se construiría una plazoleta, hoy Plaza de Armas, misma en donde existe un kiosco. Entre 1911 y 1912 Manuel Gamio realiza excavaciones arqueológicas en las inmediaciones de San Miguel Amantla, mismas en las que ocupó por primera vez en México el método estratigráfico. Hacia los años 30 y 40 del siglo XX Amantla se mantendría como una población rural, época en la que su entorno comienza una urbanización acelerada. Entre los años 60 y 70 se instaló en la zona la fábrica de muebles de origen danés Van Beuren. El predio queda en desuso en los años 80, dando paso en 1995 a la instalación de un espacio ferial llamado Feria de Azcapotzalco.
En 1976 trabajos coordinados por el arqueólogo Gerardo Cepeda en el llamado Predio Teopanixpa identificaron un conjunto habitacional de influencia teotihuacana. Entre los hallazgos de esa época se encuentran diversos objetos como utensilios, figuras asociadas a la religión así como braseros-escenario ricos en decoración. El hallazgo fue llamado «El Palacio o «Tecpan de Tlalpitzac». En 1987 los arqueólogos Luis Córdoba Barradas, Raúl García y Agustín O. Esquinca realizarían distintos trabajos en el predio La Escuadra localizando restos de estructuras para la obtención de arcillas y adobes para distintos fines, así como restos de hornos para cerámica, un antiguo canal de riego y diversos materiales como restos de plantas y animales que permitieron conocer más sobre la vida cotidiana en la época.
Diversos proyectos entre ellos, el de construir una unidad habitacional del Instituto de la Vivienda de la Ciudad de México (INVI) fueron rechazados por los vecinos de Amantla dado el valor histórico del predio. En el mismo fue construido en 2008 el parque público Azkátl Paqui.